# Royal Army Veterinary Corps
Le Royal Army Veterinary Corps (RAVC) est une branche administrative et opérationnelle de l'armée de terre britannique chargée de la gestion, de l'entraînement et des soins des animaux. Ce petit corps spécialisé fait partie de l'Army Medical Services. Bien qu'il soit responsable de ce qu'on pourrait appeler du matériel, il est sous le contrôle de l'Adjudant-General, responsable du personnel.

## Fonction
Le RAVC fournit, entraîne et soigne principalement des chiens et des chevaux, ainsi que les diverses mascottes de l'armée, qui vont de la chèvre à l'antilope. Son personnel est formé de chirurgiens et de techniciens vétérinaires, ainsi que de maîtres-chiens qui entraînent et utilisent des chiens de guerre sur divers théâtres d'opérations. Les chiens forment le 1st Military Working Dog Regiment (en). Les chevaux sont essentiellement utilisés pour des cérémonies, même si le Corps continue à répéter des procédures pour leur déploiement opérationnel éventuel. ceci est expliqué sur leur site internet en ces termes :

« Bien qu'il soit improbable qu'il y ait jamais besoin de quantités significatives d'équidés dans de futures opérations militaires, il existe des scénarios où les conditions au sol (dans des situations où la furtivité est requise, ou si les hélicoptères ne sont pas disponibles, par exemple) pourraient rendre le transport de charges une nécessité vitale. »

## Histoire

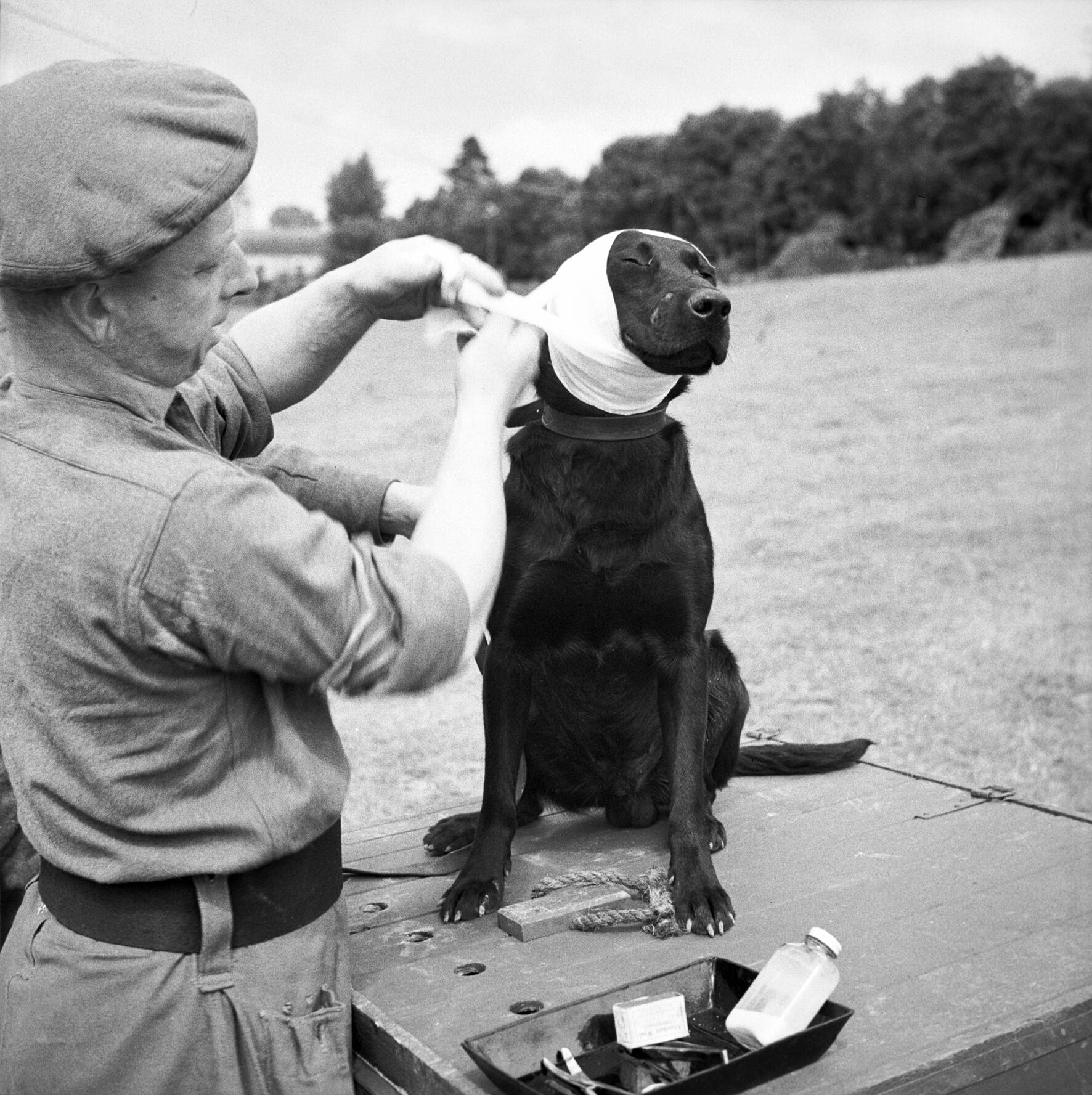
Un sergent du RAVC bande l'oreille d'un chien détecteur de mine à Bayeux le 5 juillet 1944.

Le premier Army Veterinary Service a été créé en 1796 au sein de l'Army Medical Department après le scandale public au sujet de la mort de chevaux de l'armée. John Shipp a été le premier chirurgien vétérinaire de l'armée de terre britannique lorsqu'il a rejoint le 11th Light Dragoons le 25 juin 1796. Cette date est reconnue comme celle de la fondation du RAVC (ou John Shipp Day).
Depuis 1946, le RAVC est installé au Defence Animal Centre à Melton Mowbray, dans le Leicestershire.
Son colonel en chef honoraire est la princesse Anne ; celle-ci a rendu visite en 2010 aux unités canines du RAVC en Afghanistan.

## Structure

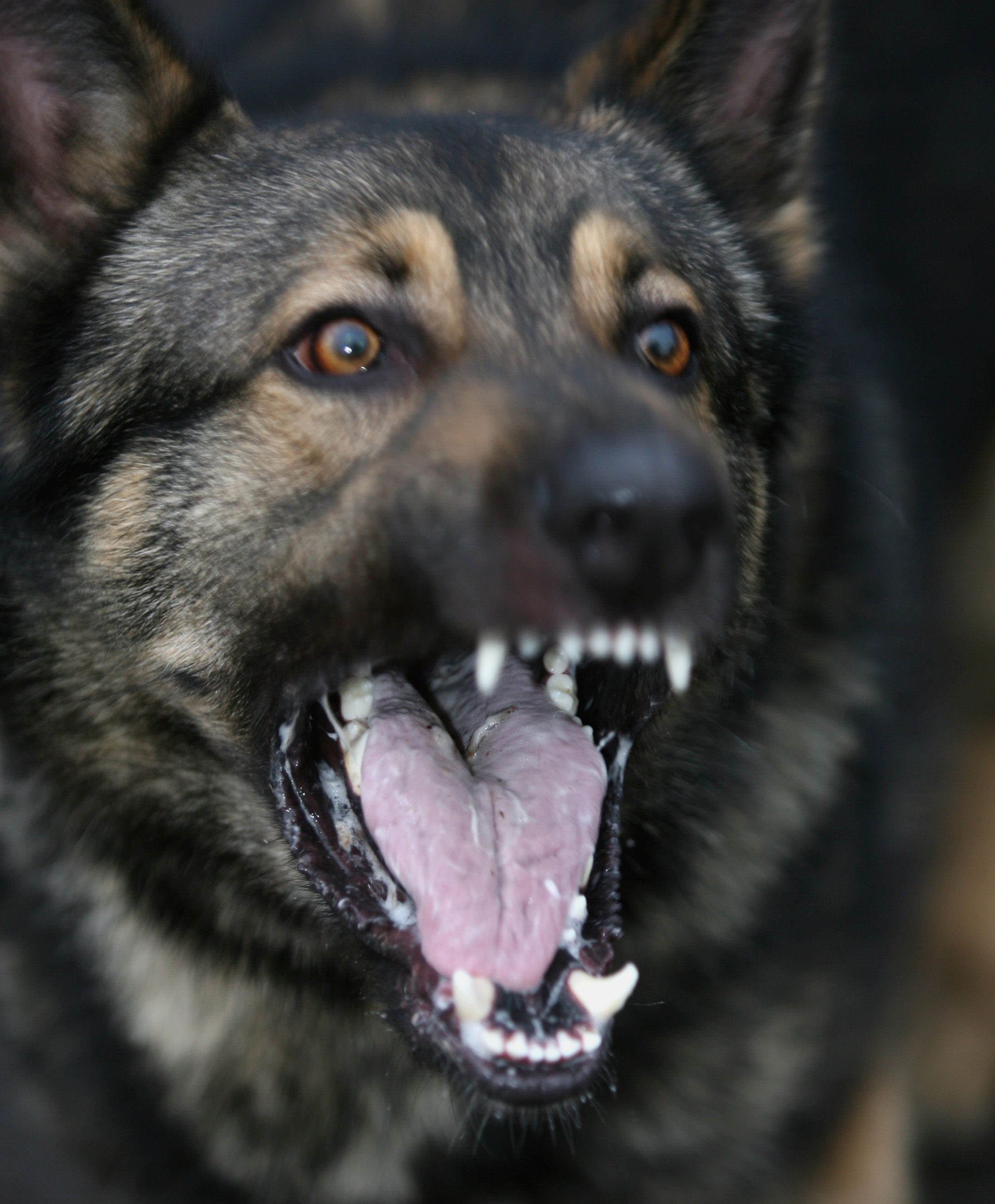
Un berger allemand de la 101 MWD Support Unit du RAVC.

La principale implantation du RAVC est le Defence Animal Centre de Melton Mowbray, dans le Leicestershire, mais il possède du personnel un peu partout dans l'armée. Celui-ci est notamment responsable des chiens détecteurs d'explosifs ou de drogues.
Unités canines en 2011 :
- 1st Military Working Dog Regiment (en)[2]
  - 101 Military Working Dog Squadron, basé à Puckridge Barracks à Aldershot.
  - 102 Military Working Dog Squadron, basé à Sennelager en Allemagne.
  - 103 Military Working Dog Squadron, basé à Sennelager.
  - 104 Military Working Dog Squadron, basé à St George's Barracks (en) à North Luffenham, dans le Rutland.
  - 105 Military Working Dog Squadron (formé en avril 2009), basé à Sennelager.

## Service en Afghanistan
Sadie (en), un labrador noir du 102 MWDSU a gagné la médaille Dickin en 2007.

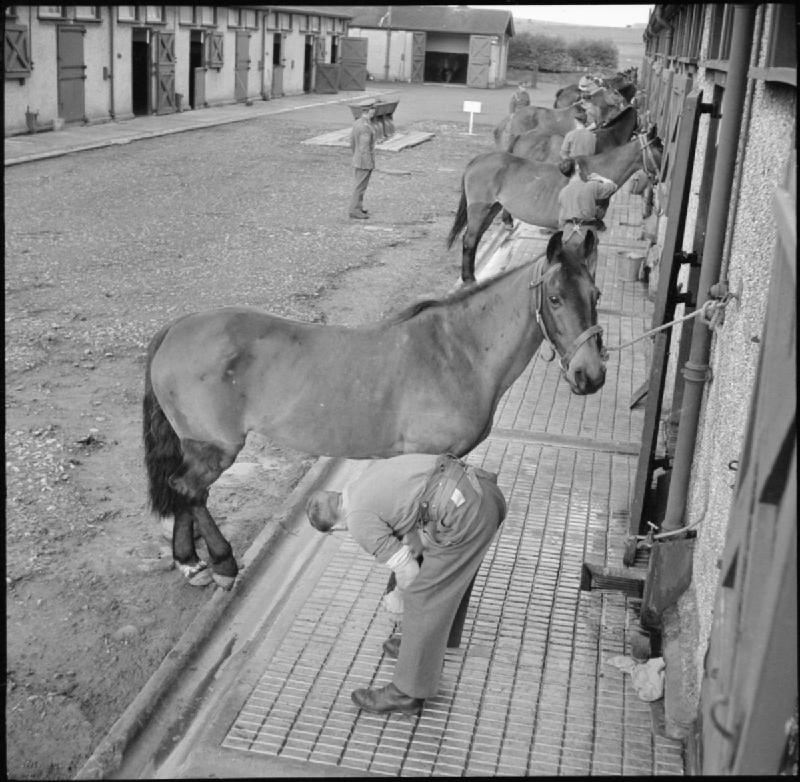
Chevaux convalescents à l'hôpital du RAVC à Tidworth, dans le Wiltshire, au cours de la Seconde Guerre mondiale.

Le 24 juillet 2008, le vice-caporal du RAVC Kenneth Michael Rowe, attaché au Deuxième bataillon du Régiment parachutiste, a été tué avec son chien de détection Sasha lors d'un contact avec les Talibans dans la Province d'Helmand. C'était le 112e soldat britannique tué en Afghanistan.
En février 2010, Treo (en), un labrador noir, a reçu la médaille Dickin pour ses services en Afghanistan.
En 2011, le vice-caporal Liam Tasker du 104 MWDSQN a été tué dans la Province d'Helmand, peu avant son chien de détection Theo (en). Theo a reçu la médaille Dickin à titre posthume le 25 octobre 2012.

## Monuments
Sept stèles en mémoire des cinq maîtres-chiens morts en Irlande du Nord et des deux tués en opération en Afghanistan ont été installées dans leur base à North Luffenham.
Un monument au RAVC devrait être inauguré au printemps 2014 au National Memorial Arboretum (en) d'Alrewas, dans le Staffordshire.

## Personnalités notables
- Walter Plowright, vainqueur de la peste bovine (1923-2010).